# Meanwhile (Футурама)
«Meanwhile» (с англ. — «Тем временем») — двадцать шестой и последний эпизод седьмого сезона мультсериала «Футурама», премьера которого состоялась 4 сентября 2013 года на Comedy Central. Также это последняя серия мультсериала за десять лет.

## Сюжет
Команда «Межпланетного экспресса» доставляет посылку на Луну. Фрай вспоминает, что именно сюда была его первая доставка. На аттракционе в Луна-парке происходит несчастный случай. Лила пробивает стеклянный купол и оказывается на поверхности Луны без скафандра. Тем не менее, ей удаётся выжить, спрятавшись в мягкой игрушке и дыша воздухом из воздушного шарика. Фрай приходит к мысли, что не смог бы жить без Лилы, если бы та погибла, и решает незамедлительно сделать ей предложение.
Профессор Фарнсворт показывает команде своё новое изобретение — Кнопку времени. Эта Кнопка может перемотать время во всей Вселенной на 10 секунд назад. Фрай приглашает Лилу в ресторан, где делает ей предложение и дарит обручальное кольцо. Свой ответ Лила должна дать вечером во время заката на крыше Вампайр-стейт-билдинг, самого высокого здания Нового Нью-Йорка. Фрай собирается использовать Кнопку времени, чтобы растянуть этот приятный момент и продлить закат. Лила не приходит в назначенное время и Фрай решает, что девушка отказала ему. В этом случае он решает спрыгнуть с крыши. Летя вниз, Фрай обнаруживает, что из-за частого использования им Кнопки, его часы стали спешить, а Лила как раз подходит к зданию. Фрай пытается спастись, используя Кнопку времени. Кнопка возвращает его на 10 секунд назад, но в тот момент он уже находился в полёте. Нажать сразу на Кнопку ещё раз он не может, так как её перезарядка занимает 10 секунд. Таким образом, Фрай попадает во временную петлю, из которой не может выбраться.
Профессор Фарнсворт замечает пропажу Кнопки, а также то, что её без конца нажимают. Вся команда прячется во временно́м убежище, на которое перемотка времени не действует. Команда, вместе со своим убежищем, отправляется к небоскрёбу. Там Фрая спасает Бендер, используя свою подушку безопасности. Тем не менее, в пространстве растворяется профессор, так как Лила использовала Кнопку менее чем через 10 секунд, после того как профессор покинул временно́е убежище. Сам же Фрай случайно приземляется на Кнопку, разбивая её, вследствие чего время во всей Вселенной останавливается. Заморозка времени не действует только на Фрая и Лилу, которые находились рядом с Кнопкой во время её поломки.
Фрай и Лила проживают жизнь в замороженном мире наедине друг с другом. На старости лет пара решает посетить Вампайр-стейт-билдинг. На крыше здания их всё ещё ждёт шампанское, которое давным-давно Фрай приготовил для Лилы. На крыше пара снова встречает «мерцание», которое периодически преследует их с тех пор, как время остановилось. Это «мерцание» оказывается профессором Фарнсвортом, который не погиб, а оказался в перпендикулярном времени. Десятилетиями он обыскивал каждый момент времени, пытаясь найти Кнопку. Фрай отдаёт профессору её обломки и Фарнсворт восстанавливает её, слегка модернизируя. Теперь при нажатии на неё всё вернётся далеко назад во времени, в тот момент, когда сама Кнопка ещё не была изобретена. Хотя в этом случае Фрай и Лила потеряют воспоминания о десятилетиях счастливой совместной жизни, они соглашаются пережить всё ещё раз и профессор нажимает на Кнопку.

## Отзывы
Критики хорошо приняли этот эпизод. Макс Николсон из IGN похвалил серию, отметив, что мультсериал завершился сильным финалом. Николсон оценил эпизод на 9 баллов из 10. Зак Хэндлен из The A.V. Club поставил серии оценку «A», назвав её «почти идеальной». Шон Гандерт из Paste похвалил эпизод, хотя и отметил, что возможно он не так хорош как «The Devil’s Hands Are Idle Playthings», которым закончилась оригинальная «Футурама». Гандерт, однако, был разочарован концовкой серии, так как в ней создатели обнулили всё её содержание. Издание IndieWire поместило эту серию в свой список лучших концовок сериалов.